# (500078) 2011 WZ88
(500078) 2011 WZ88 es un asteroide perteneciente al cinturón de asteroides, descubierto el 25 de noviembre de 2011 por el equipo del Pan-STARRS desde el Observatorio de Haleakala, Hawái, Estados Unidos.

## Designación y nombre
Designado provisionalmente como 2011 WZ88.

## Características orbitales
2011 WZ88 está situado a una distancia media del Sol de 2,277 ua, pudiendo alejarse hasta 2,538 ua y acercarse hasta 2,015 ua. Su excentricidad es 0,114 y la inclinación orbital 5,590 grados. Emplea 1255,06 días en completar una órbita alrededor del Sol.

## Características físicas
La magnitud absoluta de 2011 WZ88 es 18,2.